# Beting

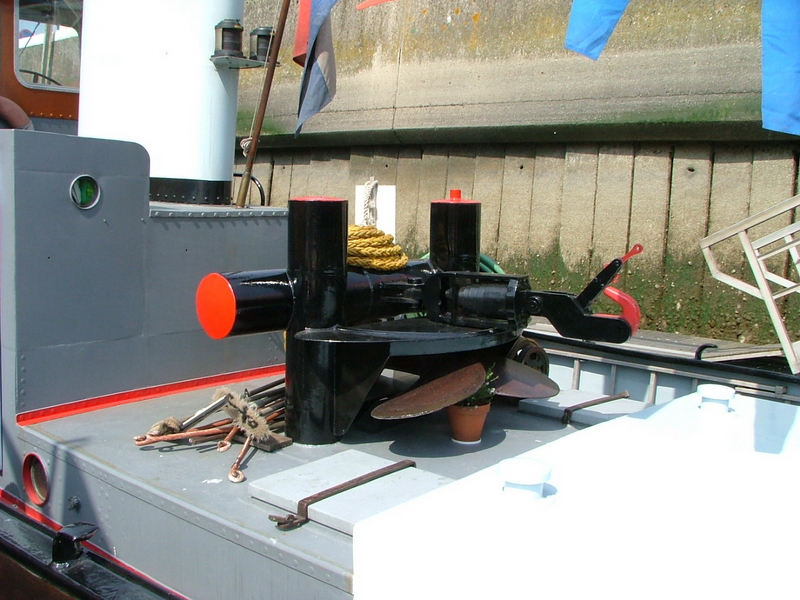
Beting aan boord van de Nederlandse sleepboot Johanna

Een beting (oorspronkelijk: beding) is een zware door het dek stekende bolder die als trekpaal van een sleepboot dient.

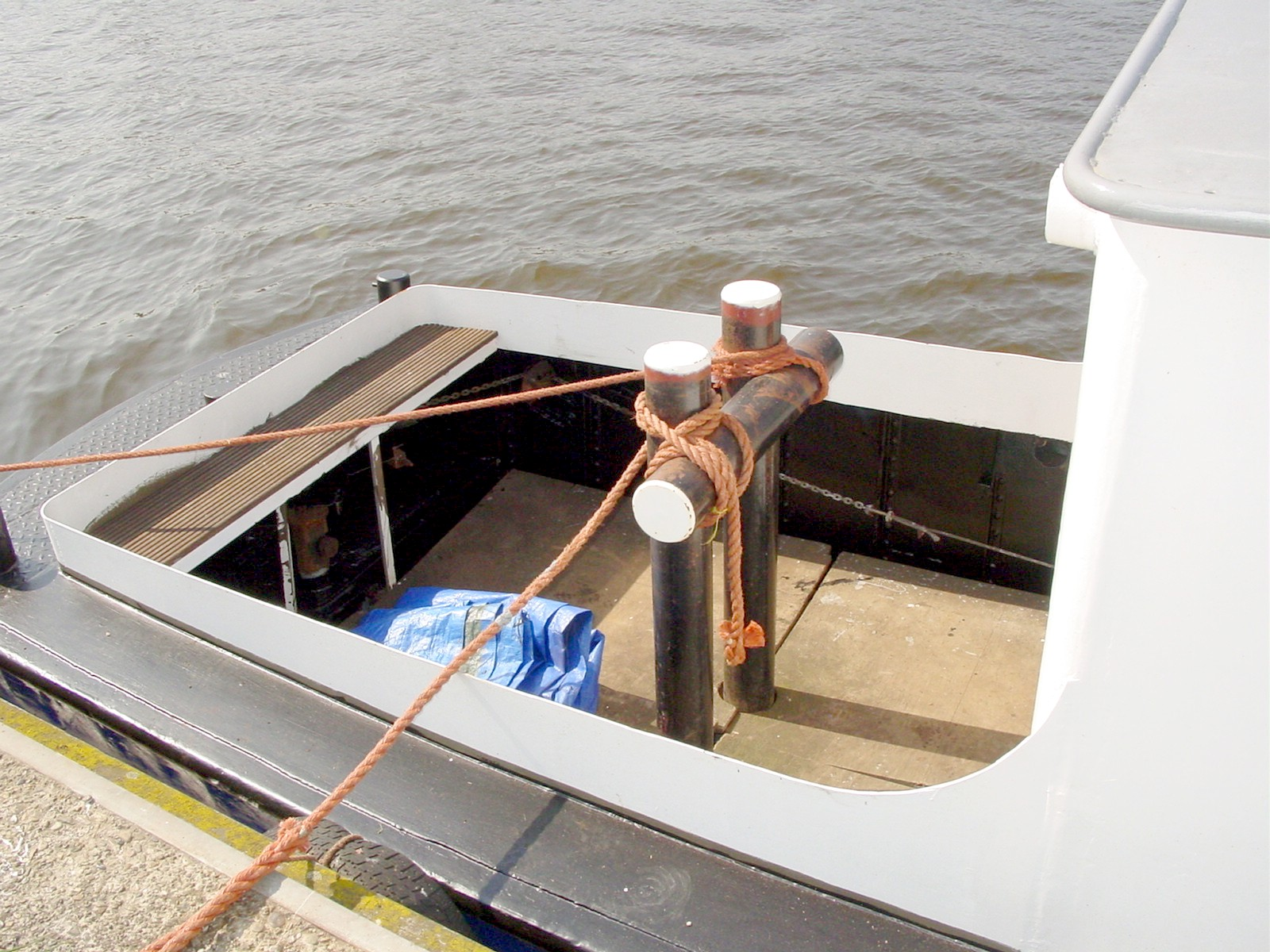
Een sleepboot met een sleeptros aan de beting

De sleepbeting, een H-vormige staalconstructie, bestaat uit één of twee zware verticale buizen of balken (monniken, spenen of speunen), die door het dek steken. Vaak zijn ze onder in het schip via een fundatie aan de kiel verankerd, met aan de bovenzijde een dwarsstuk (mosselwagen) om de lijn of tros te kunnen beleggen. Tegenwoordig wordt de beting ook wel zonder deze extra verbinding op een dek gelast.
Om veiligheidsredenen moeten Nederlandse sleepboten volgens het Communautair Certificaat voor Binnenschepen zijn voorzien van een sleephaak welke onder spanning vanuit het stuurhuis moet kunnen worden geopend. Een beting kan ook bij de voorsteven voorkomen en dient dan voor het beleggen van een ankertros. Soms wordt de naam uitgesproken als "bettink".
Bettink is de Vlaamse benaming voor een hakkebord op oude binnenvaartschepen afgeleid van het hekkebord, het spiegelsnijwerk op 17e- en 18e-eeuwse zeevaarders.

## Betingformule
De diameter van de betingpalen kan door middel van een empirische formule bepaald worden. Hiervoor is een vuistregel ontwikkeld die de verhouding tussen de diameter van de betingpaal en de lengte van het schip aangeeft. De diameter van de beting in millimeters is zestienmaal de lengte van het schip in meters, met 5% marge.
Deze formule voorkomt dat een bijvoorbeeld een groot schip als zeesleper een onevenredig grote beting zou moeten hebben en een klein slepertje een beting die zou krombuigen door de trekkracht. De afstand tussen de betingpalen blijkt gemiddeld net niet tweemaal de diameter van de betingpaal te zijn.